# Jean-Charles Rey
Pour les articles homonymes, voir Rey.
Jean-Charles Rey, né le 22 octobre 1914 à Monaco et mort le 17 septembre 1994 dans la même ville, est un juriste et homme politique monégasque.

## Biographie
Il épouse le 2 décembre 1961 la princesse Antoinette de Monaco (1920-2011) qu'il divorce en 1974.
D'abord avocat près la Cour d'appel puis notaire en principauté, il devient un homme politique et préside le Conseil national entre 1978 et 1993. Il est également président de la Commission des finances de la haute assemblée et membre de la Commission de placement des fonds. Son fils Henry Rey lui succède à la tête de l’étude notariale ainsi qu’en politique, élu au Conseil national au sein du parti politique Rassemblement pour Monaco.[réf. souhaitée] Son petit-fils Charles-Henri Rey est aussi  clerc de notaire, et membre du conseil de régence de Monaco depuis mars 2024.
Jean-Charles Rey œuvre ainsi pour la Principauté à la fois politiquement, socialement et économiquement. Il contribue notamment grandement à la construction et l'aménagement du quartier du Larvotto, la construction du complexe de Loews et l'élaboration d'un traité de concession passé avec la Société anonyme pour le développement immobilier de Monaco (SADIM) pour l'élevation d'un terre-plein et du nouveau port de Fontvieille en 1965, puis à l'acquisition de ce terre-plein par l'État en 1973.

## Représentations culturelles

### Cinéma
Dans le long métrage Grace de Monaco réalisé par Olivier Dahan en 2014, Nicholas Farrell interprète son rôle (doublage par Jean-Louis Cassarino).

### Odonymie
Le 28 septembre 1998, le Conseil communal, délibérant en séance publique, adopte à l'unanimité une proposition pour renommer une voie de la ville à son nom. La maire Anne-Marie Campora propose, en accord avec le Gouvernement princier et la famille de Rey, le quai des Sanbarbani. Une cérémonie d'inauguration a lieu le 24 novembre pour la nouvelle plaque de rue du quai Jean-Charles-Rey sur la capitanerie du port de Fontvieille.